# Adab (Arabisch)
Adab (Arabisch: أدب) is een Arabische term binnen de islam die vertaald kan worden als gewoonte. De wortel van het woord verwijst naar prachtig ding, voorbereiding of feest. Vaak wordt het gebruikt in de betekenis van etiquette. Het is een gedragswijze die afgeleid is van mensen die als model worden beschouwd.
Adab is een manier van leven, zoals voorgeschreven binnen de islam. Het reikt verder dan alleen de regels van de etiquette. Ook ethische kwesties en respect vallen onder wat adab genoemd wordt. Ieder aspect van het leven moet volgens de adab beleefd en gedaan worden. Het betreft onder andere kledingvoorschriften, het groeten, de inrichting van het huis, het bezoeken van begrafenissen, betreden van een huis en het niezen.
Hoewel in veel maatschappijen bepaalde opvattingen en manieren kunnen veranderen in de loop der eeuwen blijft de adab ongewijzigd. De adab zijn gebaseerd op de Koran en de Soennah, waarmee de regels geïnspireerd zouden zijn op het Goddelijke in de meest zuivere zin. Hiermee worden de verschillende problemen in verschillende samenlevingen in verschillende tijden eenduidig van een antwoord voorzien. Hiermee is niet gezegd dat de adab star en niet-flexibel is; ook het gezond verstand mag niet vergeten worden, maar de basis moet blijven. Zo kan de verplichting voor een man om van navel tot knie bedekt te zijn een reden zijn niet te gaan zwemmen, maar kan ook eenvoudig worden opgelost door een gewone kniebroek.
Elf fundamentele behoeftes en functies kunnen worden onderverdeeld die worden beschreven binnen de adab:
1. Kleding is voornamelijk bedoeld om te beschermen tegen het klimaat en delen van het lichaam te bedekken;
2. Behuizing moet bescherming geven tegen het klimaat en privacy en veiligheid garanderen;
3. Reinheid beschermt de mens tegen ziekten en toont de menselijkheid;
4. Verfraaiing is een middel voor een vrouw om er aantrekkelijk uit te zien voor haar echtgenoot;
5. Spraak is een belangrijk communicatiemiddel;
6. Humor vermindert spanningen en geeft ontspanning;
7. Geschenken zijn uitingen van goede wil en versterken sociale banden;
8. Uitnodigingen aan anderen om samen te eten en voedsel te delen versterken sociale banden;
9. Sociale relaties voorkomen sociaal isolement en scheppen stabiliteit;
10. Graven eren de doden en beschermen de levenden tegen het bedervende lichaam;
11. Dieren hebben een doel, zoals transport, arbeid of voedsel, en dienen niet ter amusement.

Adab kan niet opgevat of gepraktiseerd worden zonder het geheel. Er is een onderlinge samenhang tussen de verschillende onderdelen van adab en de verschillende geloofsopvattingen binnen de islam. Zo wordt van een moslim verwacht dat hij vroeg opstaat; hierdoor kan hij het fajr-gebed dan weer op de juiste tijd bidden.
In tegenstelling tot de etiquette die tot doel hadden de samenleving in sociale klassen te onderscheiden is de bedoeling van de adab het tegenovergestelde; een klasseloze maatschappij die moslims verenigt.